# Suwałki
Suwałki este un municipiu aflat în nord-estul Poloniei, cu 69.210 locuitori (în 2011).

## Personalități născute aici
- Sylwia Lisewska (n. 1986), handbalistă.